# Borough of Warrington
Borough of Warrington är en enhetskommun i Cheshire i England, Storbritannien. Kommunen har 211 580 invånare (2022).
Borough of Warrrington består av dels av centralorten Warrington som är en unparished area, dels av 18 civil parishes:
- Appleton, Birchwood, Burtonwood and Westbrook, Croft, Cuerdley, Culcheth and Glazebury, Grappenhall and Thelwall, Great Sankey, Hatton, Lymm, Penketh, Poulton-with-Fearnhead, Rixton-with-Glazebrook, Stockton Heath, Stretton, Walton, Winwick och Woolston.[3]